# Deutsche Segelflugrekorde

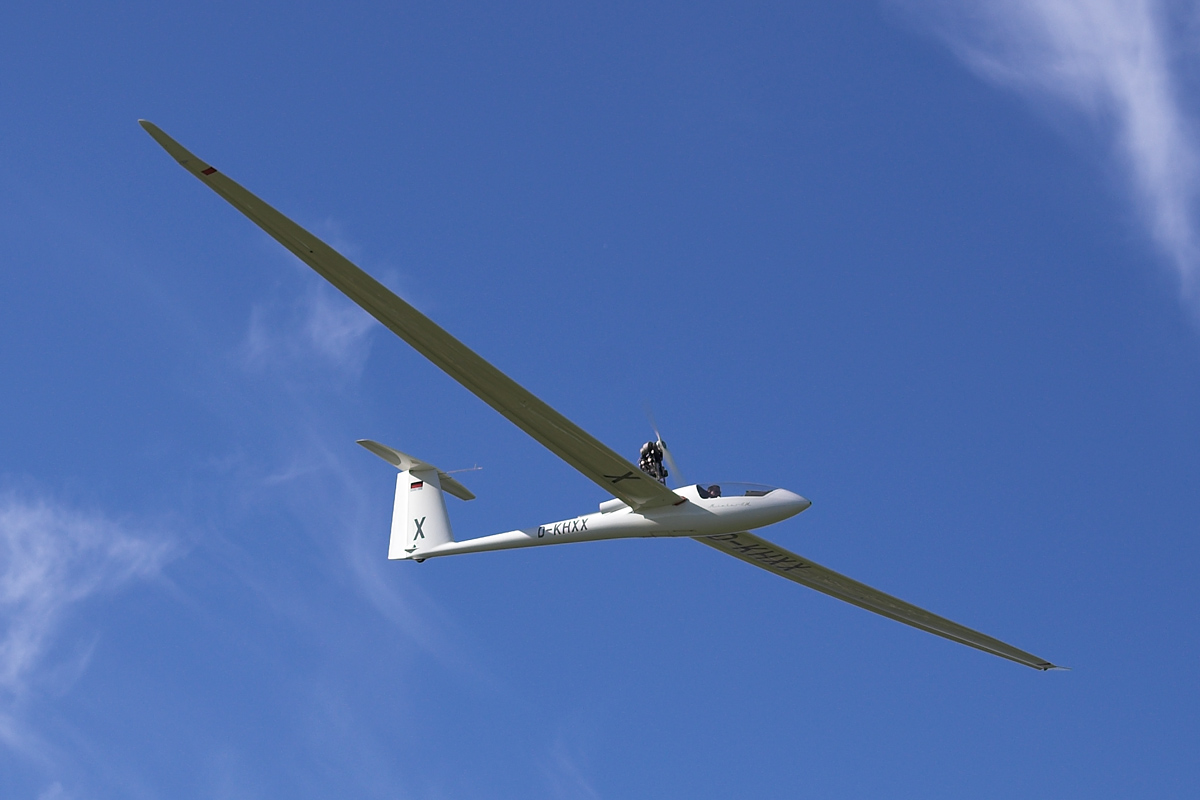
Nimbus 4M

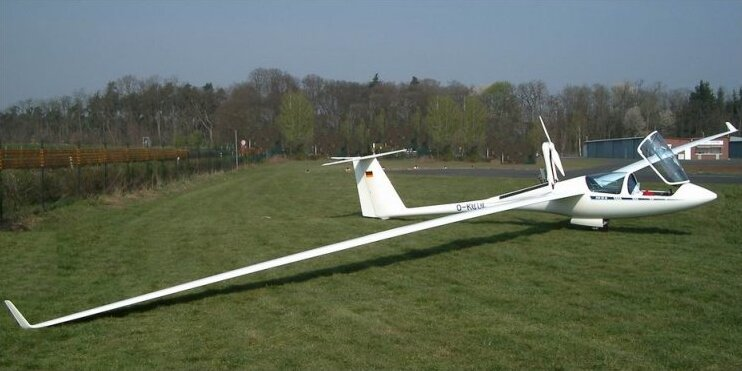
ASH 25

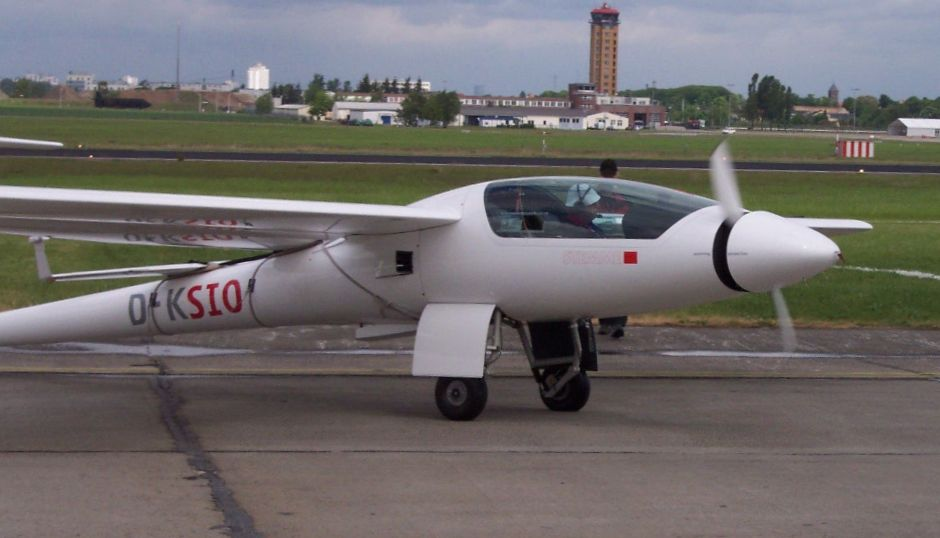
Stemme S 10-VT

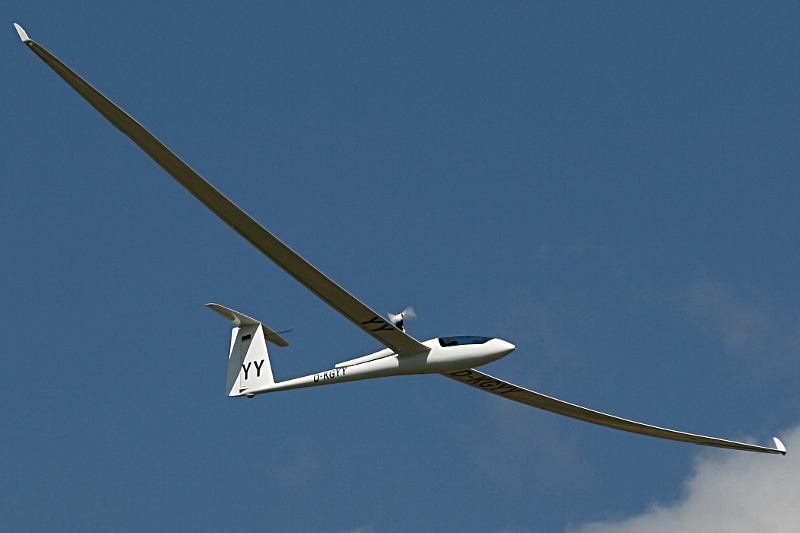
Nimeta

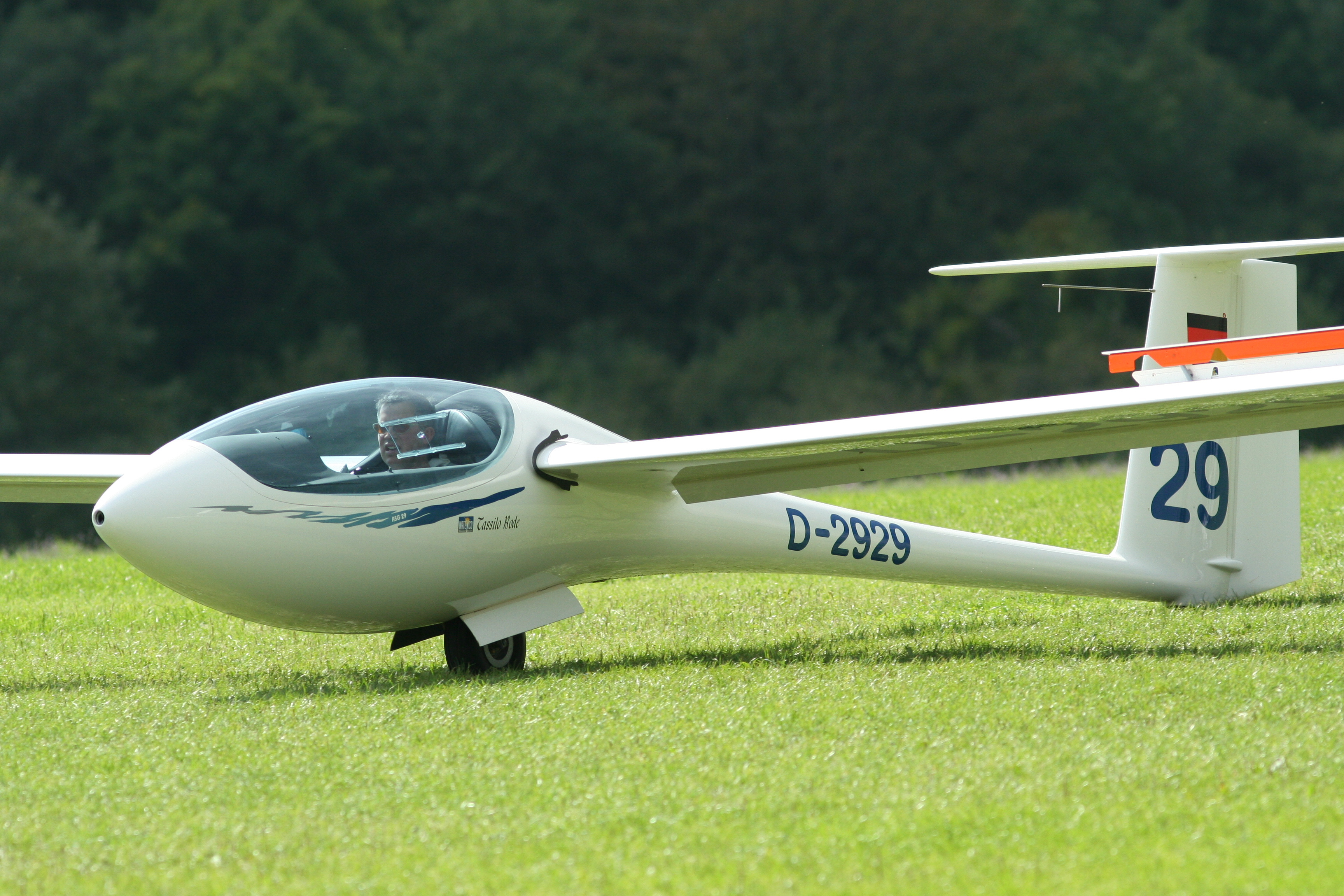
ASG 29

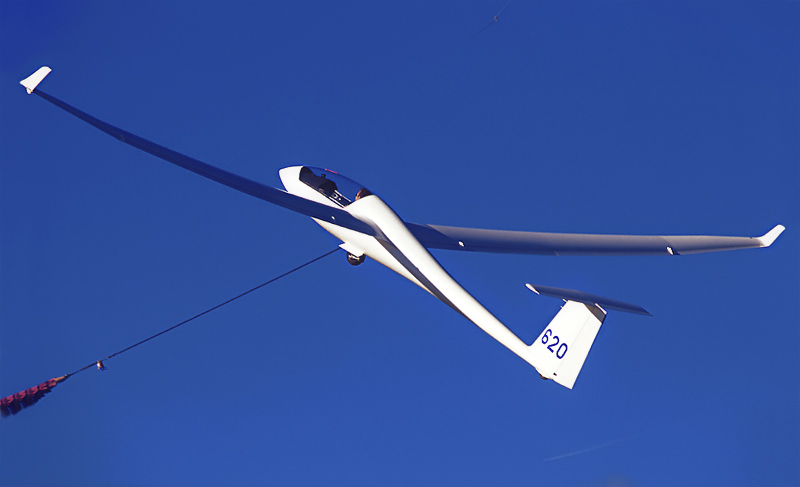
Ventus

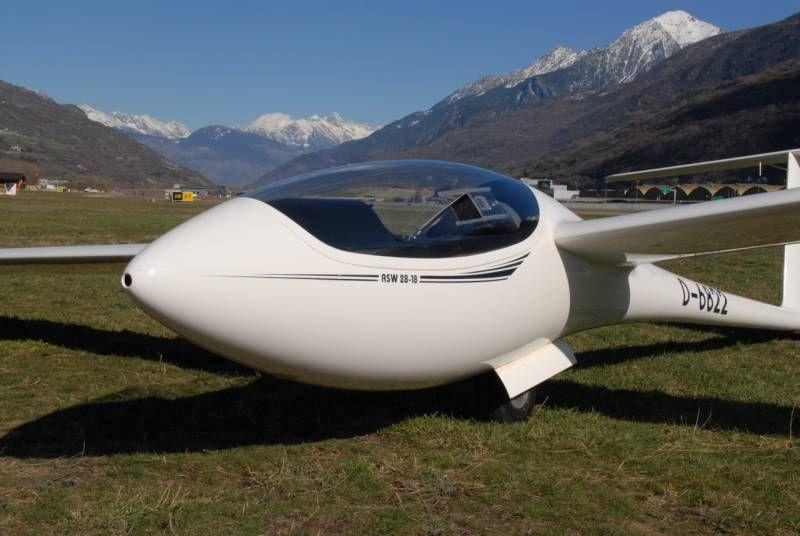
ASW 28-18

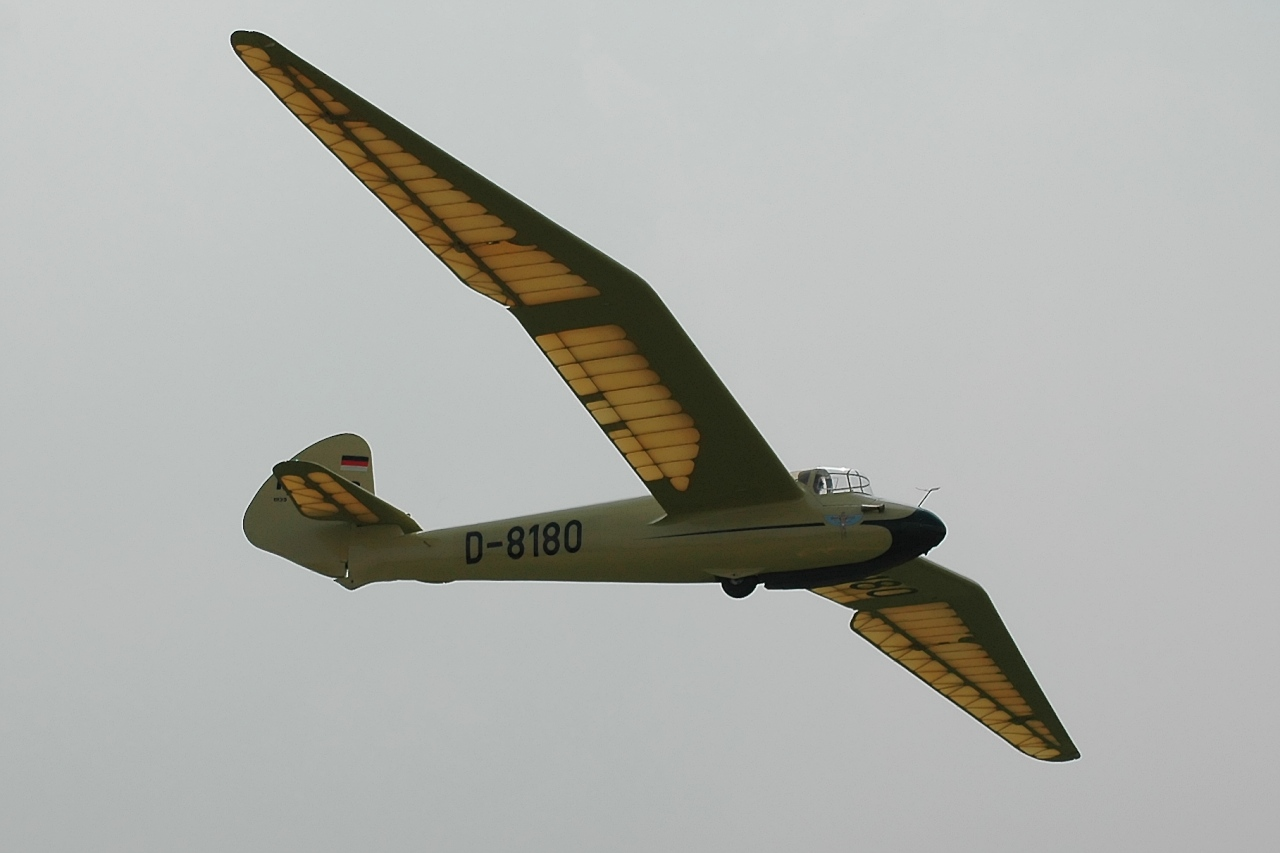
Minimoa

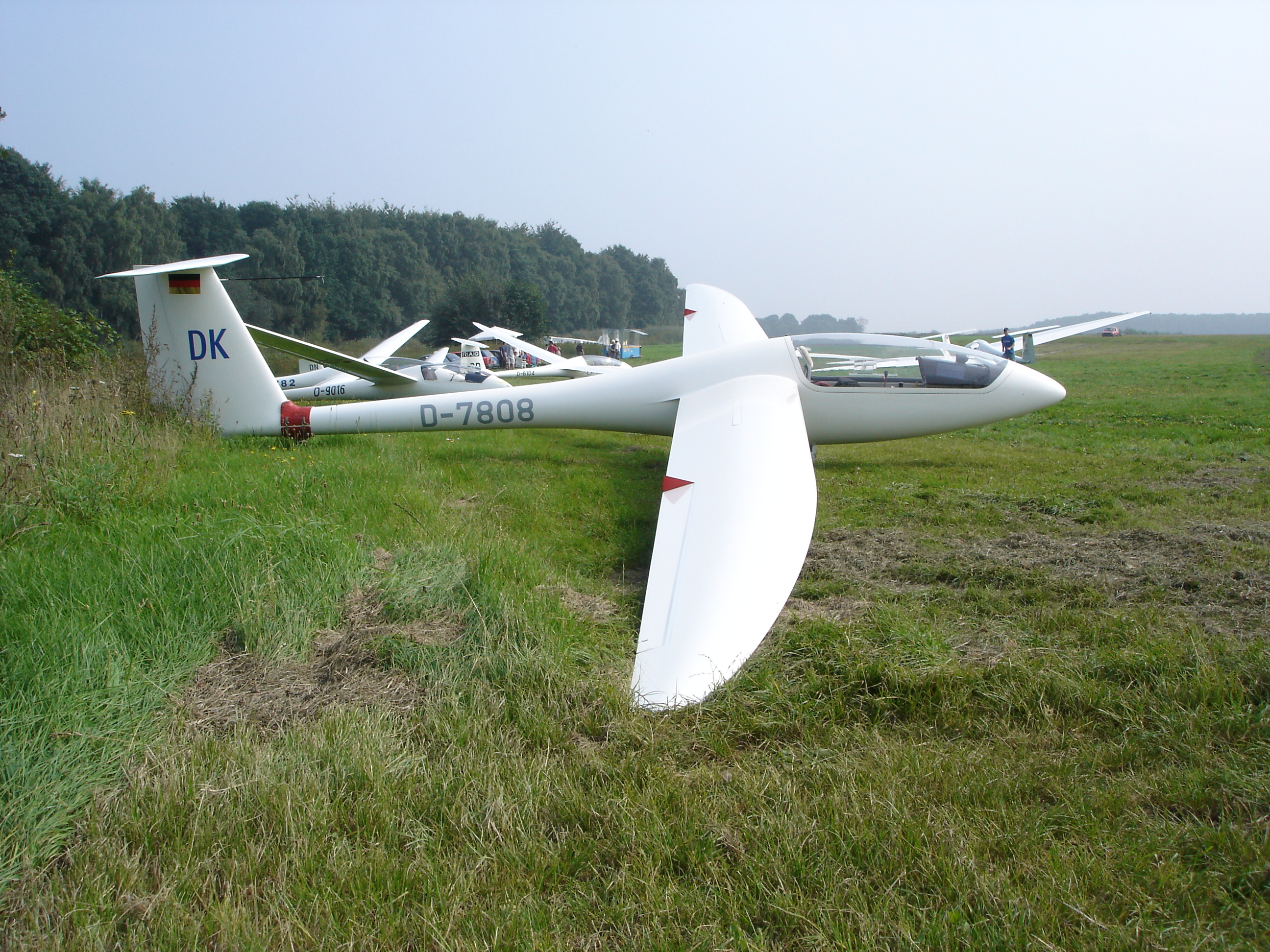
SZD-55

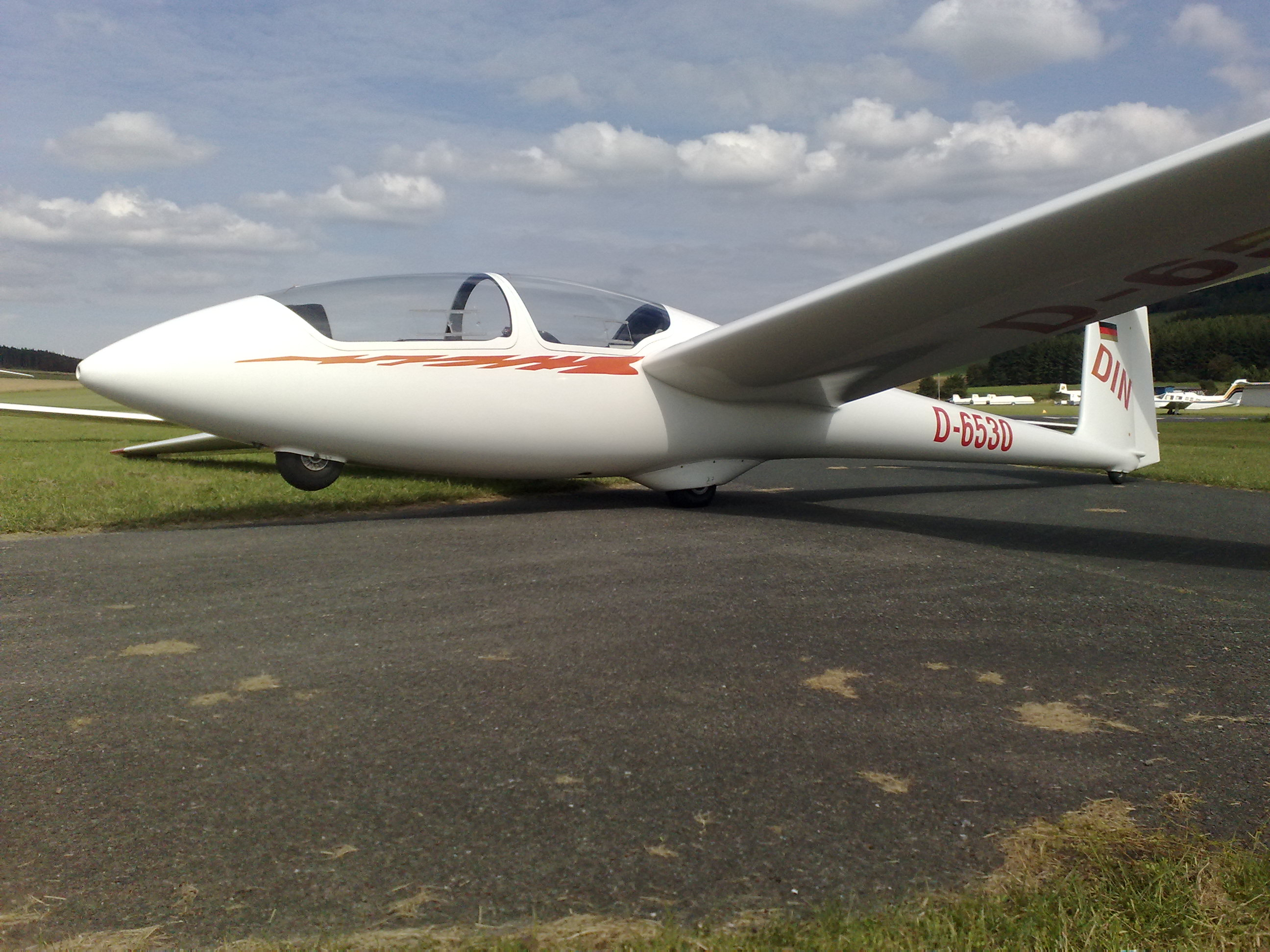
ASK 21

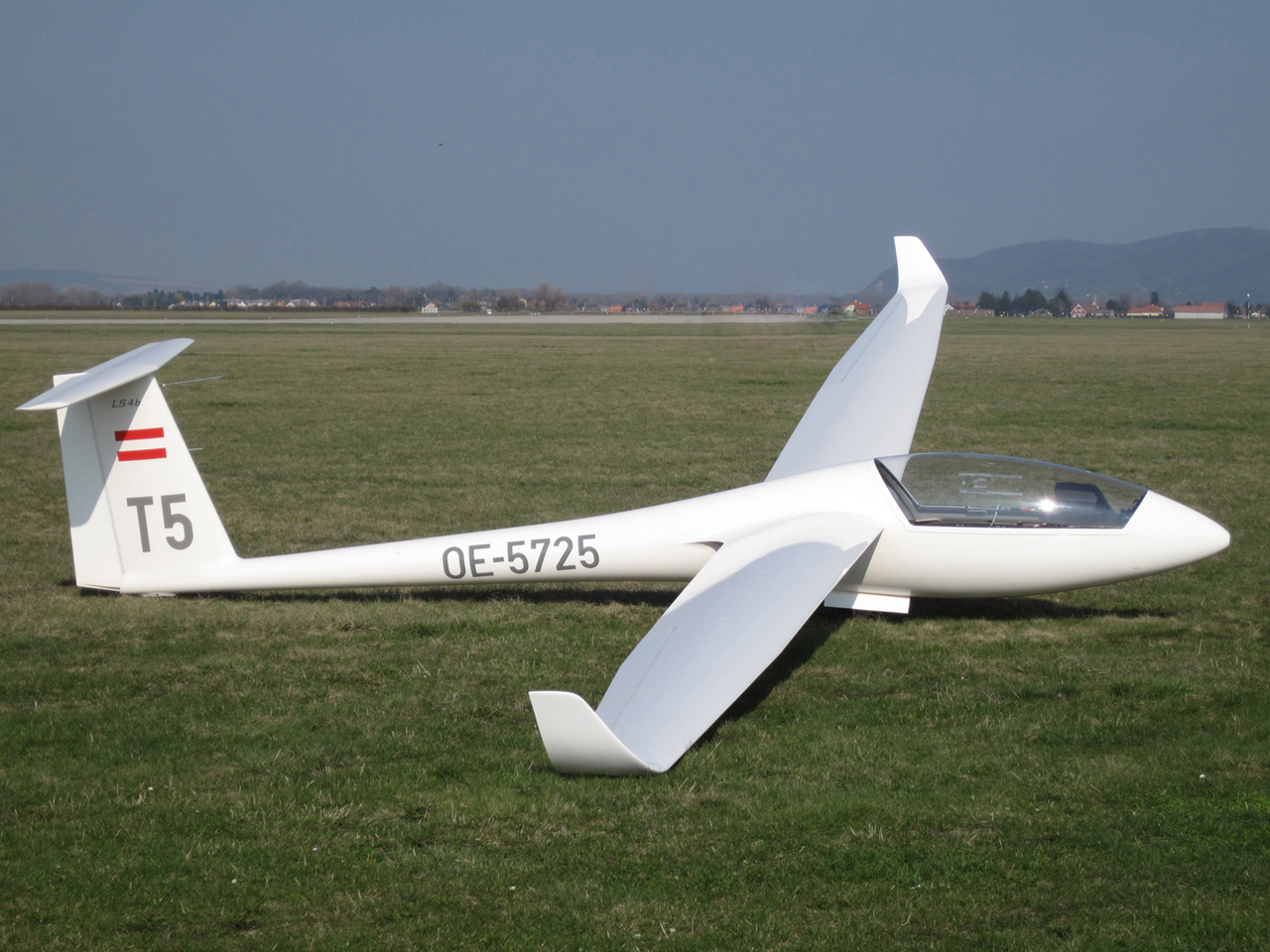
LS4-b WL

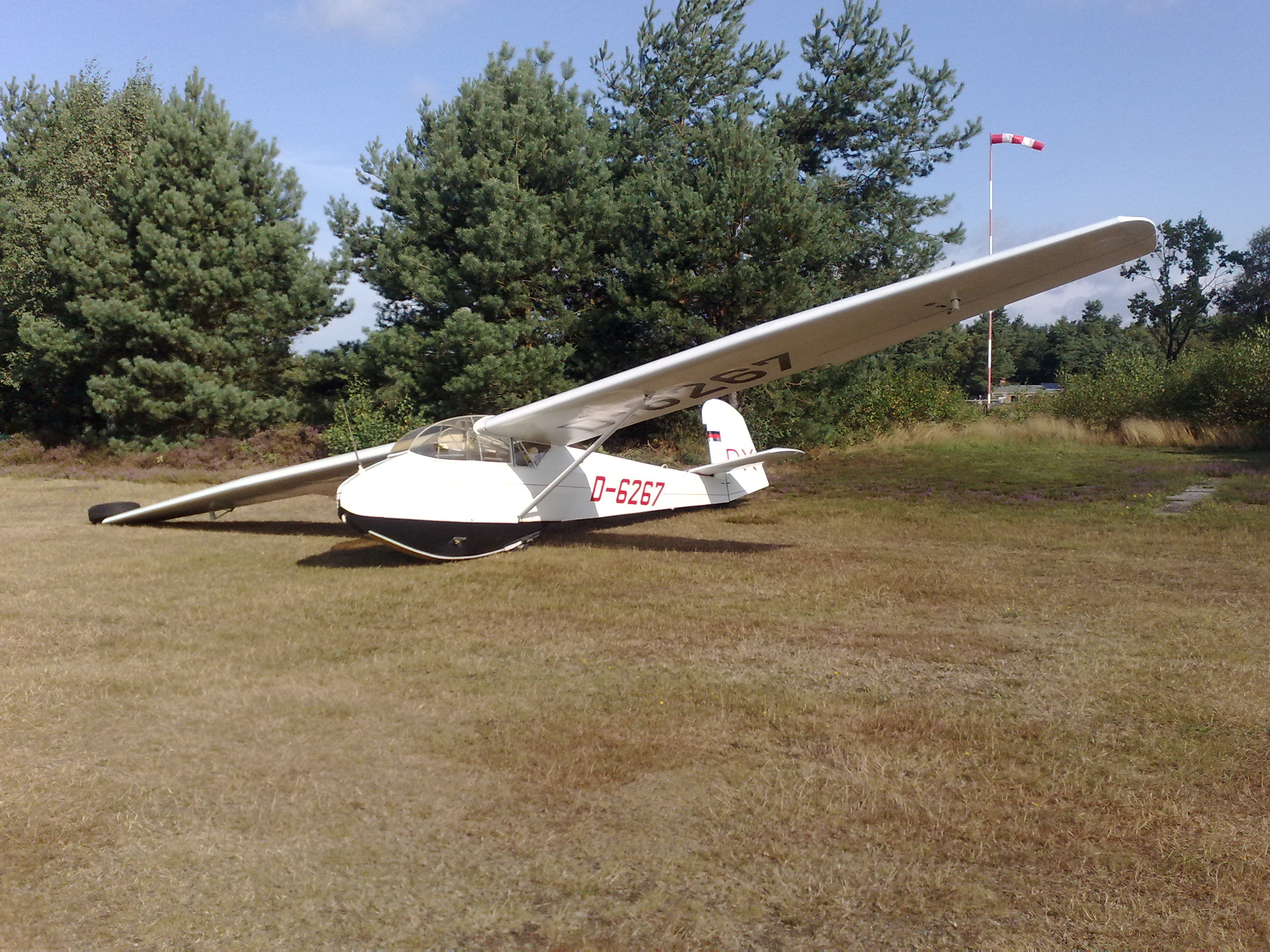
Schleicher Ka 4 Rhönlerche

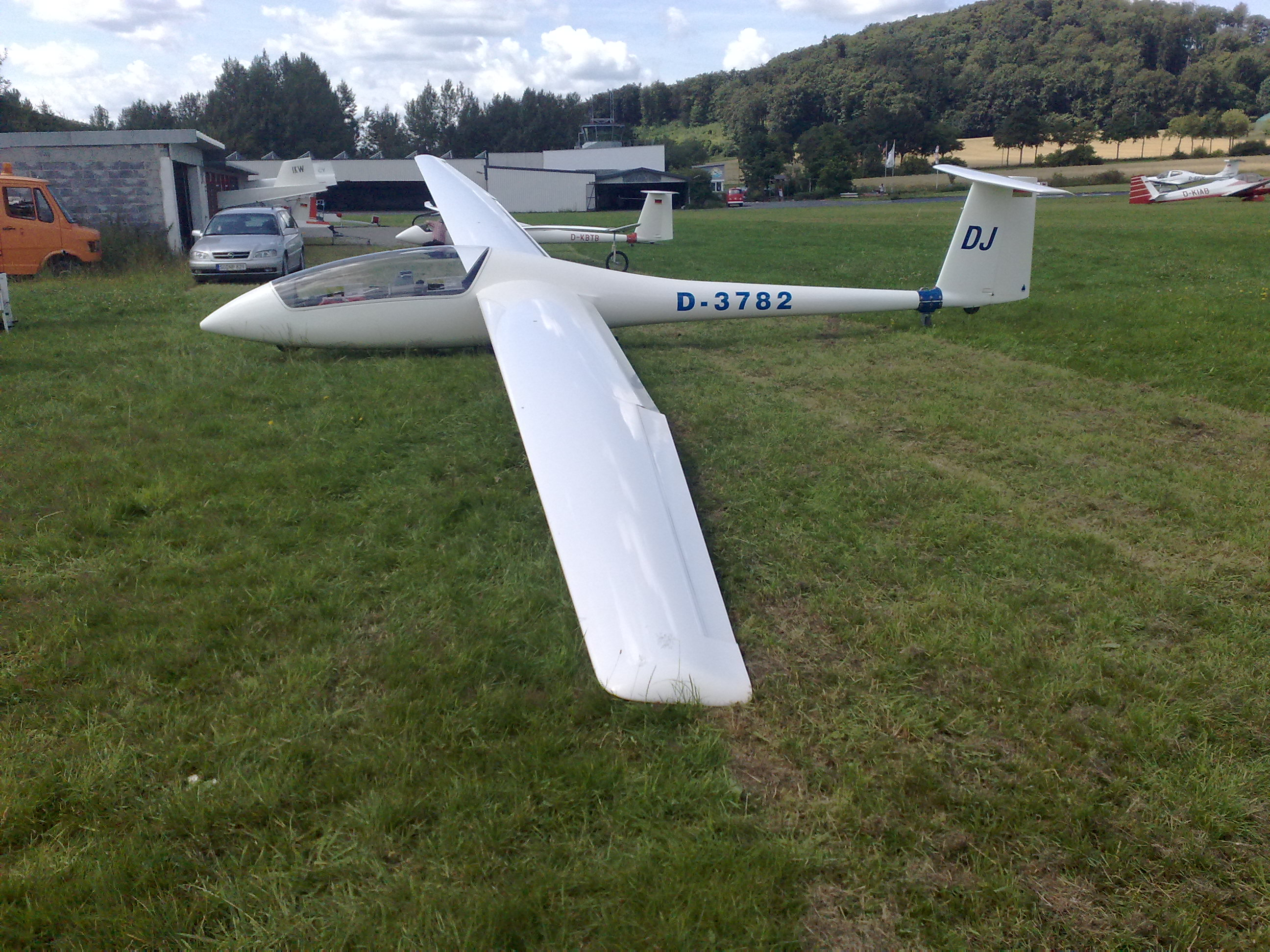
Janus B

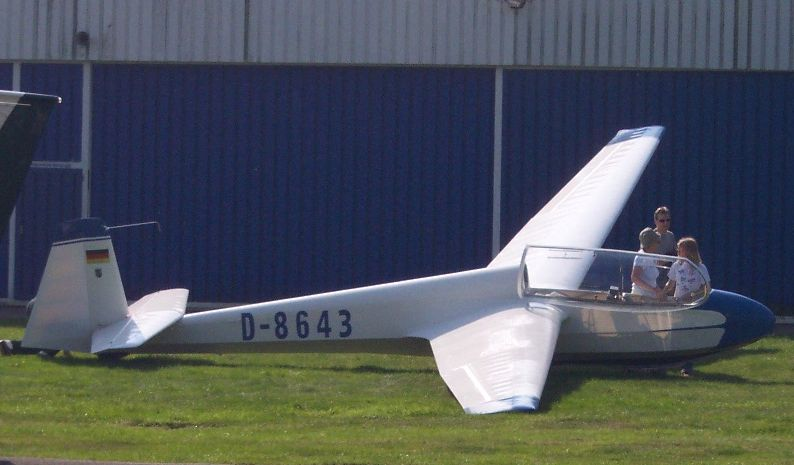
Schleicher ASK 13

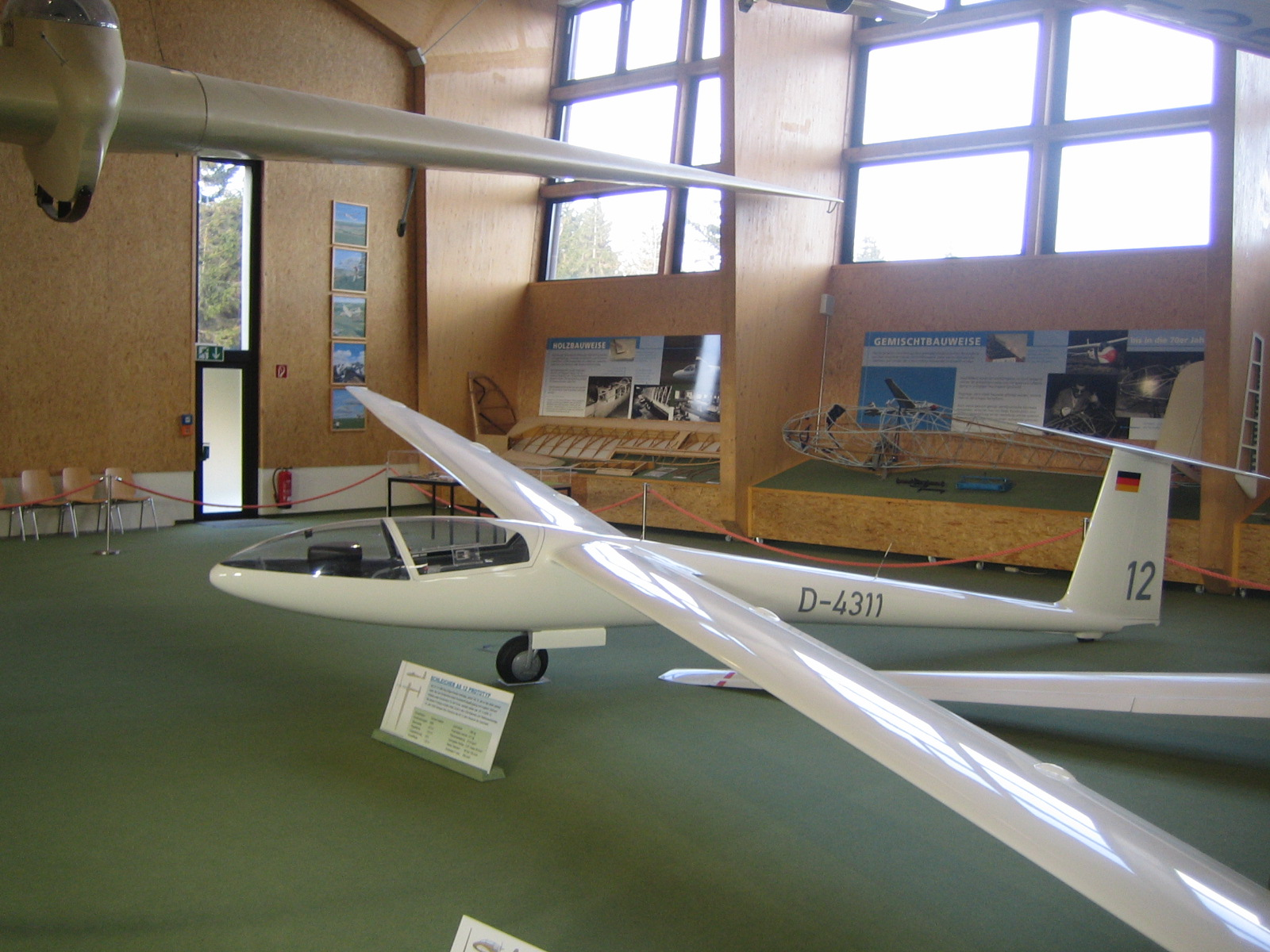
ASW-12

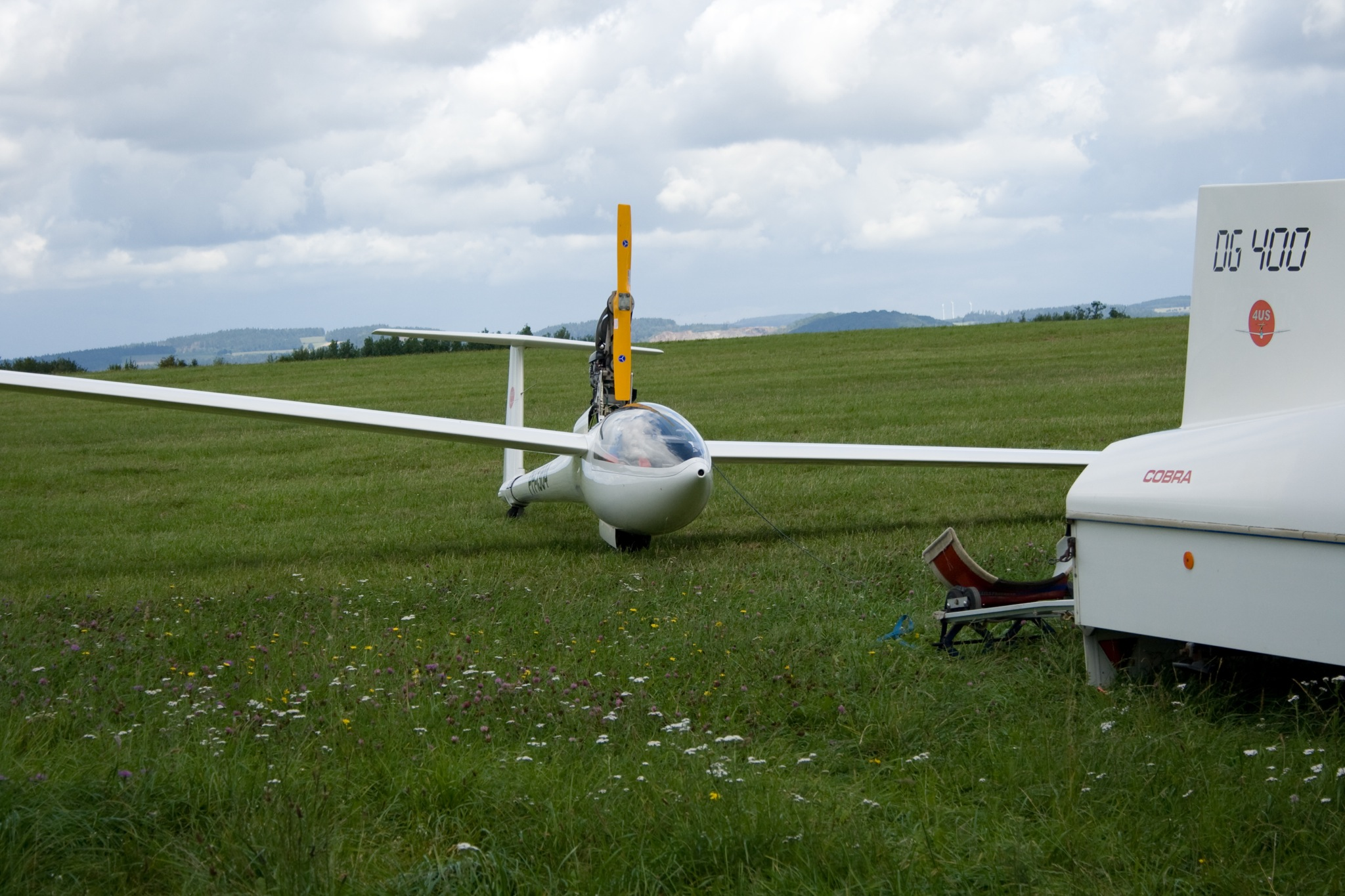
DG-400

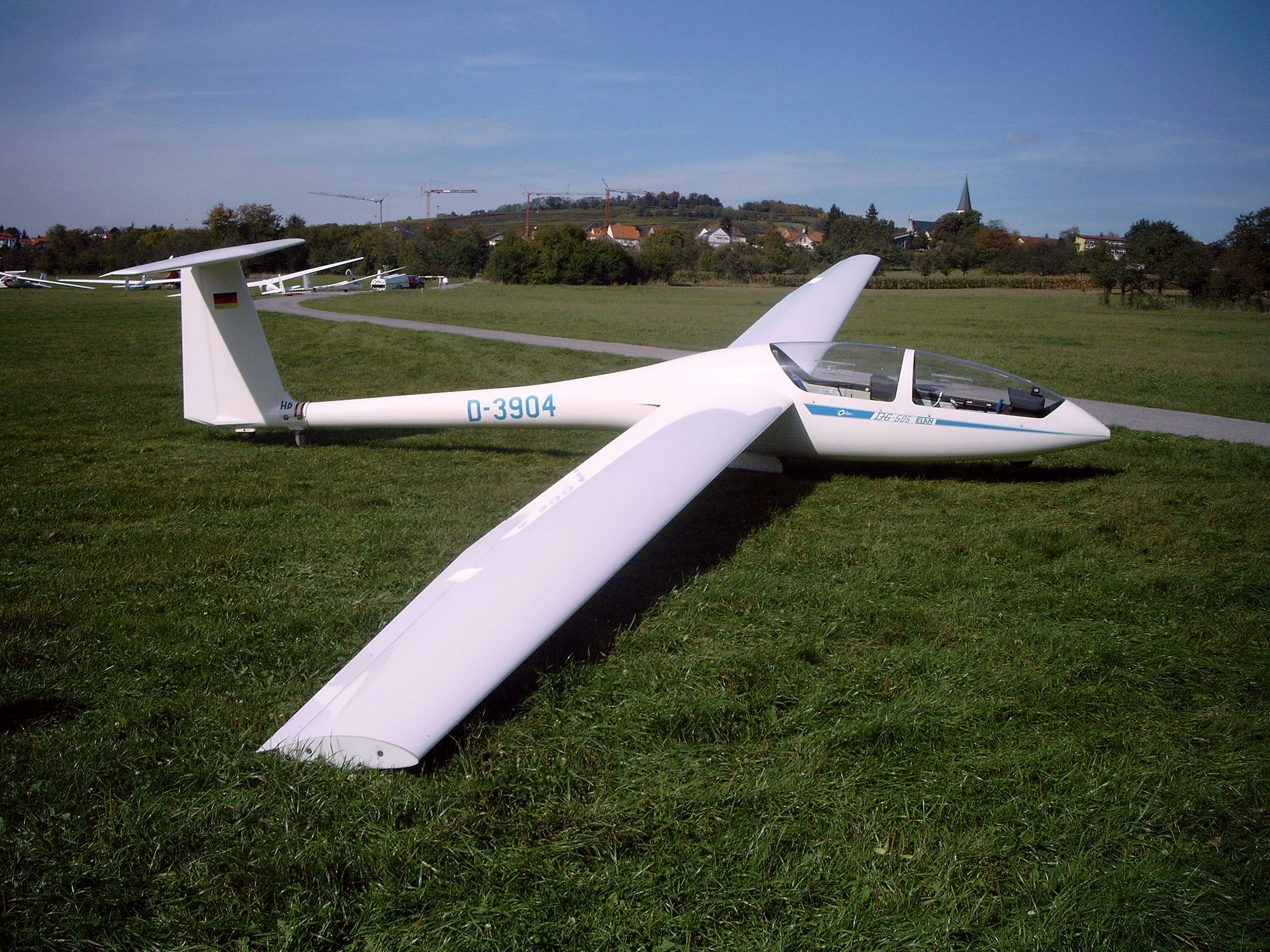
DG-505

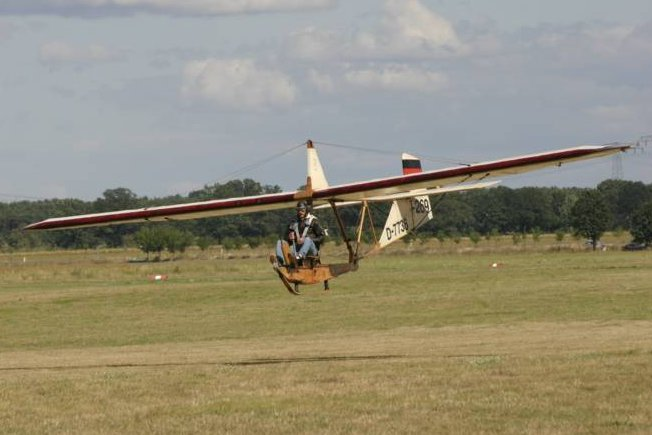
Schulgleiter SG 38

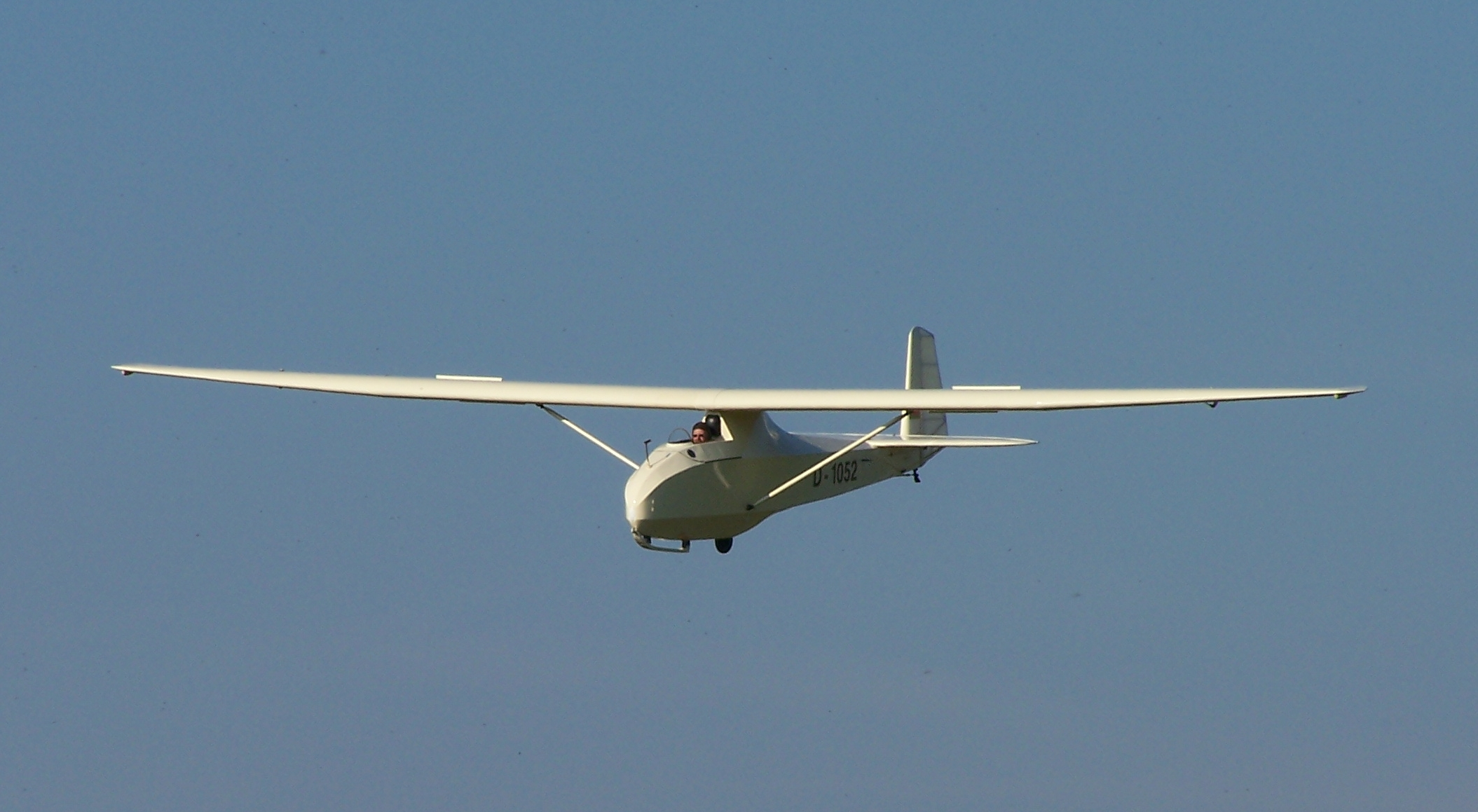
Baby III

## Streckenrekorde

### Gerade Strecke
| Klasse               | Rekordhalter    | Muster      | Datum      | Staat | Leistung    |
| -------------------- | --------------- | ----------- | ---------- | ----- | ----------- |
| Offene Klasse        | Klaus Ohlmann   | Nimbus 4 DM | 23.11.2003 | ARG   | 2.174,50 km |
| Offene Klasse Frauen | Ingrid Köhler   | ASW 17 B    | 24.03.1985 | USA   | 626,24 km   |
| 15-m-Klasse          | Mindestleistung |             |            |       | 1.052,00 km |
| 15-m-Klasse Frauen   | Mindestleistung |             |            |       | 548,00 km   |
| Weltklasse           | Mindestleistung |             |            |       | 500,00 km   |
| Weltklasse Frauen    | Mindestleistung |             |            |       | 400,00 km   |

### Gerade Zielstrecke
| Klasse               | Rekordhalter    | Muster      | Datum      | Staat | Leistung    |
| -------------------- | --------------- | ----------- | ---------- | ----- | ----------- |
| Offene Klasse        | Klaus Ohlmann   | Nimbus 4 DM | 23.11.2003 | ARG   | 2.123,00 km |
| Offene Klasse Frauen | Ingrid Köhler   | Ventus CM   | 14.06.1993 | USA   | 539,87 km   |
| 15-m-Klasse          | Mindestleistung |             |            |       | 1.052,00 km |
| 15-m-Klasse Frauen   | Mindestleistung |             |            |       | 524,00 km   |
| 15-m-Klasse Frauen   | Astrid Roberg   | DG-808 B    | 05.01.2005 | ZA    | 616,30 km   |
| Weltklasse           | Mindestleistung |             |            |       | 500,00 km   |
| Weltklasse Frauen    | Mindestleistung |             |            |       | 400,00 km   |

### Zielrückkehrstrecke
| Klasse               | Rekordhalter    | Muster      | Datum      | Staat | Leistung    |
| -------------------- | --------------- | ----------- | ---------- | ----- | ----------- |
| Offene Klasse        | Klaus Ohlmann   | Nimbus 4 DM | 02.12.2003 | ARG   | 2.245,60 km |
| Offene Klasse Frauen | Hanna Reitsch   | ASW 20      | 07.04.1979 | USA   | 801,70 km   |
| 15-m-Klasse          | Diether Memmert | Ventus CM   | 08.01.2006 | ARG   | 1.665,80 km |
| 15-m-Klasse Frauen   | Anja Kohlrausch | ASW 27      | 29.12.2004 | AUS   | 809,80 km   |
| Weltklasse           | Diether Memmert | PW 5        | 24.06.2001 | D/CH  | 591,80 km   |
| Weltklasse Frauen    | Mindestleistung |             |            |       | 400,00 km   |

### Dreieckstrecke
| Klasse               | Rekordhalter        | Muster      | Datum      | Staat | Leistung    |
| -------------------- | ------------------- | ----------- | ---------- | ----- | ----------- |
| Offene Klasse        | Klaus Ohlmann       | Nimbus 4 DM | 23.11.2006 | ARG   | 1.556,30 km |
| Offene Klasse Frauen | Anja Kohlrausch     | Ventus 2cxt | 15.12.2006 | NAM   | 1.018,20 km |
| 15-m-Klasse          | Siegfried Baumgartl | Ventus CM   | 04.01.2007 | NAM   | 1.025,80 km |
| 15-m-Klasse Frauen   | Anja Kohlrausch     | Ventus 2cxt | 15.12.2006 | NAM   | 1.018,20 km |
| Weltklasse           | Dieter Memmert      | PW 5        | 14.06.2002 |       | 551,60 km   |
| Weltklasse Frauen    | Mindestleistung     |             |            |       | 400,00 km   |

### Strecke um max. 3 WP (angemeldeter Flug)
| Klasse             | Rekordhalter    | Muster      | Datum      | Staat | Leistung    |
| ------------------ | --------------- | ----------- | ---------- | ----- | ----------- |
| Offene Klasse      | Klaus Ohlmann   | Nimbus 4 DM | 01.01.2007 | ARG   | 2.405,50 km |
| 15-m-Klasse        | Diether Memmert | Ventus 2 CM | 03.12.2005 | ARG   | 2.193,10 km |
| 15-m-Klasse Frauen | Anja Kohlrausch | Ventus 2cxt | 15.12.2006 | NAM   | 1.018,20 km |

### Freie Strecke über max. 3 WP
| Klasse             | Rekordhalter    | Muster      | Datum      | Staat | Leistung    |
| ------------------ | --------------- | ----------- | ---------- | ----- | ----------- |
| Offene Klasse      | Klaus Ohlmann   | Nimbus 4 DM | 02.12.2003 | ARG   | 2.247,60 km |
| 15-m-Klasse        | Klaus Ohlmann   | DG-400      | 06.01.2006 | ARG   | 2.127,50 km |
| 15-m-Klasse Frauen | Susanne Schödel | Ventus 2cxm | 20.12.2011 | NAM   | 1.060,00 km |
| Weltklasse         | Dieter Memmert  | PW 5        | 03.06.2000 | D     | 618,00 km   |
| Weltklasse Frauen  | Mindestleistung |             |            |       | 400,00 km   |

### Freie Zielrückkehrstrecke
| Klasse             | Rekordhalter    | Muster      | Datum      | Staat | Leistung    |
| ------------------ | --------------- | ----------- | ---------- | ----- | ----------- |
| Offene Klasse      | Klaus Ohlmann   | Nimbus 4 DM | 02.12.2003 | ARG   | 2.247,60 km |
| 15-m-Klasse        | Diether Memmert | Ventus 2 CM | 13.12.2003 | ARG   | 1.545,20 km |
| 15-m-Klasse Frauen | Anja Kohlrausch | ASW 27      | 22.12.2004 | AUS   | 767,30 km   |
| Weltklasse         | Dieter Memmert  | PW 5        | 24.06.2001 | D/CH  | 591,80 km   |
| Weltklasse Frauen  | Mindestleistung |             |            |       | 400,00 km   |

### Freie Dreieckstrecke
| Klasse               | Rekordhalter    | Muster      | Datum      | Staat | Leistung    |
| -------------------- | --------------- | ----------- | ---------- | ----- | ----------- |
| Offene Klasse        | Klaus Ohlmann   | Nimbus 4 DM | 09.01.2007 | ARG   | 1.582,80 km |
| Offene Klasse Frauen | Mindestleistung |             |            |       | 1003,00 km  |
| 15-m-Klasse          | Klaus Ohlmann   | DG-400      | 23.01.2007 | ARG   | 1.377,70 km |
| 15-m-Klasse Frauen   | Susanne Schödel | Ventus 2cxm | 20.12.2011 | NAM   | 1060,00 km  |
| Weltklasse           | Mindestleistung |             |            |       | 551,00 km   |
| Weltklasse Frauen    | Mindestleistung |             |            |       | 400,00 km   |

### Freie Strecke
| Klasse        | Rekordhalter  | Muster      | Datum      | Staat | Leistung   |
| ------------- | ------------- | ----------- | ---------- | ----- | ---------- |
| Offene Klasse | Klaus Ohlmann | Nimbus 4 DM | 12.01.2010 | ARG   | 2.256,9 km |

## Geschwindigkeitsrekorde

### Geschwindigkeit über 100 km Dreieckstrecke
| Klasse               | Rekordhalter                     | Muster      | Datum      | Staat | Leistung    |
| -------------------- | -------------------------------- | ----------- | ---------- | ----- | ----------- |
| Offene Klasse        | Klaus Ohlmann                    | Nimbus 4 DM | 18.12.2006 | ARG   | 289,40 km/h |
| Offene Klasse Frauen | Lydia Casper / Angelika Machinek | DG-500 M    | 21.12.1996 | NAM   | 147,01 km/h |
| 15-m-Klasse          | Siegfried Baumgartl              | Ventus CM   | 29.12.2005 | NAM   | 168,17 km/h |
| 15-m-Klasse Frauen   | Angelika Machinek                | Ventus 2cM  | 04.12.2002 | NAM   | 142,36 km/h |
| Weltklasse           | Günter Jakobs                    | PW 5        | 21.06.2001 | USA   | 108,40 km/h |
| Weltklasse Frauen    | Mindestleistung                  |             |            |       | 80,00 km/h  |

### Geschwindigkeit über 300 km Dreieckstrecke
| Klasse               | Rekordhalter                 | Muster      | Datum      | Staat | Leistung    |
| -------------------- | ---------------------------- | ----------- | ---------- | ----- | ----------- |
| Offene Klasse        | Klaus Ohlmann/Kathrin Wötzel | Nimbus 4 DM | 21.11.2005 | ARG   | 225,69 km/h |
| Offene Klasse Frauen | Angelika Machinek            | Ventus 2cM  | 06.12.2002 | NAM   | 153,80 km/h |
| 15-m-Klasse          | Klaus Ohlmann                | DG-400      | 05.01.2006 | ARG   | 188,42 km/h |
| 15-m-Klasse Frauen   | Angelika Machinek            | Ventus 2cM  | 06.12.2002 | NAM   | 153,80 km/h |
| Weltklasse           | Günter Jakobs                | PW 5        | 21.06.2001 | USA   | 108,40 km/h |
| Weltklasse Frauen    | Mindestleistung              |             |            |       | 70,00 km/h  |

### Geschwindigkeit über 500 km Dreieckstrecke
| Klasse               | Rekordhalter                 | Muster      | Datum      | Staat | Leistung    |
| -------------------- | ---------------------------- | ----------- | ---------- | ----- | ----------- |
| Offene Klasse        | Klaus Ohlmann/Kathrin Wötzel | Nimbus 4 DM | 24.11.2005 | ARG   | 194,79 km/h |
| Offene Klasse Frauen | Angelika Machinek            | Ventus 2cM  | 07.12.2002 | NAM   | 143,40 km/h |
| 15-m-Klasse          | Siegfried Baumgartl          | Ventus CM   | 27.12.2005 | NAM   | 154,76 km/h |
| 15-m-Klasse Frauen   | Angelika Machinek            | Ventus 2cM  | 07.12.2002 | NAM   | 143,40 km/h |
| Weltklasse           | Axel Reich                   | PW 5        | 21.06.2001 | E     | 82,00 km/h  |
| Weltklasse           | Thomas Wartha                | PW 5        | 21.06.2001 | E     | 82,00 km/h  |
| Weltklasse Frauen    | Mindestleistung              |             |            |       | 65,00 km/h  |

### Geschwindigkeit über 750 km Dreieckstrecke
| Klasse               | Rekordhalter        | Muster      | Datum      | Staat | Leistung    |
| -------------------- | ------------------- | ----------- | ---------- | ----- | ----------- |
| Offene Klasse        | Klaus Ohlmann       | Nimbus 4 DM | 22.12.2006 | ARG   | 176,50 km/h |
| Offene Klasse Frauen | Angelika Machinek   | Ventus 2cM  | 09.12.2002 | NAM   | 129,10 km/h |
| 15-m-Klasse          | Siegfried Baumgartl | Ventus CM   | 13.12.2006 | NAM   | 155,70 km/h |
| 15-m-Klasse Frauen   | Angelika Machinek   | Ventus 2 cM | 09.12.2002 | NAM   | 129,10 km/h |

### Geschwindigkeit über 1000 km Dreieckstrecke
| Klasse               | Rekordhalter                   | Muster    | Datum      | Staat | Leistung    |
| -------------------- | ------------------------------ | --------- | ---------- | ----- | ----------- |
| Offene Klasse        | Hans-Werner Grosse / K. Grosse | ASH 25    | 11.01.1988 | AUS   | 157,25 km/h |
| Offene Klasse Frauen | Angelika Machinek              | ASH 25 E  | 05.01.1999 | NAM   | 126,09 km/h |
| 15-m-Klasse          | Siegfried Baumgartl            | Ventus CM | 15.12.2006 | NAM   | 141,40 km/h |
| 15-m-Klasse Frauen   | Anja Kohlrausch                | DG-800 A  | 28.12.2007 | NAM   | 121,50 km/h |

### Geschwindigkeit über 1250 km Dreieckstrecke
| Klasse        | Rekordhalter                      | Muster | Datum      | Staat | Leistung    |
| ------------- | --------------------------------- | ------ | ---------- | ----- | ----------- |
| Offene Klasse | Hans Werner Grosse/H.H. Kohlmeier | ASH 25 | 10.01.1987 | AUS   | 143,46 km/h |
| 15-m-Klasse   | Klaus Ohlmann                     | DG-400 | 23.01.2007 | ARG   | 109,50 km/h |

### Geschwindigkeit über 500 km Zielrückkehrstrecke
| Klasse             | Rekordhalter      | Muster      | Datum      | Staat | Leistung    |
| ------------------ | ----------------- | ----------- | ---------- | ----- | ----------- |
| Offene Klasse      | Klaus Ohlmann     | Nimbus 4 DM | 22.12.2006 | ARG   | 306,80 km/h |
| 15-m-Klasse        | Diether Memmert   | Ventus 2CM  | 08.12.2005 | ARG   | 175,35 km/h |
| 15-m-Klasse Frauen | Angelika Machinek | Discus bM   | 18.12.1998 | NAM   | 136,59 km/h |
| Weltklasse         | Günter Jakobs     | PW 5        | 02.07.2001 | USA   | 97,87 km/h  |

### Geschwindigkeit über 1000 km Zielrückkehrstrecke
| Klasse        | Rekordhalter    | Muster      | Datum      | Staat | Leistung    |
| ------------- | --------------- | ----------- | ---------- | ----- | ----------- |
| Offene Klasse | Klaus Ohlmann   | Nimbus 4 DM | 06.12.2003 | ARG   | 172,20 km/h |
| 15-m-Klasse   | Diether Memmert | Ventus 2CM  | 27.12.2006 | ARG   | 140,20 km/h |

### Geschwindigkeit über 1500 km Zielrückkehrstrecke
| Klasse        | Rekordhalter    | Muster      | Datum      | Staat | Leistung    |
| ------------- | --------------- | ----------- | ---------- | ----- | ----------- |
| Offene Klasse | Klaus Ohlmann   | Nimbus 4 DM | 11.12.2003 | ARG   | 177,30 km/h |
| 15-m-Klasse   | Diether Memmert | Ventus 2CM  | 13.12.2003 | ARG   | 132,00 km/h |

### Geschwindigkeit über 2000 km Zielrückkehrstrecke
| Klasse        | Rekordhalter  | Muster      | Datum      | Staat | Leistung    |
| ------------- | ------------- | ----------- | ---------- | ----- | ----------- |
| Offene Klasse | Klaus Ohlmann | Nimbus 4 DM | 02.12.2003 | ARG   | 152,50 km/h |

## Höhenrekorde (nur Offene Klasse)

### Höhengewinn
| Klasse               | Rekordhalter  | Muster         | Datum      | Staat | Leistung |
| -------------------- | ------------- | -------------- | ---------- | ----- | -------- |
| Offene Klasse        | Günter Cichon | Ka 6           | 02.08.1967 | D     | 10.075 m |
| Offene Klasse Frauen | Ingrid Köhler | Glasflügel 304 | 20.12.1981 | USA   | 8.488 m  |

### Absolute Höhe
| Klasse               | Rekordhalter        | Muster         | Datum      | Staat | Leistung |
| -------------------- | ------------------- | -------------- | ---------- | ----- | -------- |
| Offene Klasse        | Joachim P. Kuettner | Schweizer 2-25 | 14.04.1955 | USA   | 13.015 m |
| Offene Klasse Frauen | Ingrid Köhler       | Glasflügel 304 | 20.12.1981 | USA   | 10.569 m |